# Estádio José Francisco de Oliveira
O Estádio José Francisco de Oliveira, apelidado de Severão, é um estádio de futebol localizado na cidade de Macambira, no estado de Sergipe, pertence à Prefeitura Municipal e tem capacidade para 1.500 pessoas.

## Abandono
O estádio encontra-se atualmente em estado de abandono por, pelo menos, 10 anos. A prefeitura da cidade de Macambira prometeu a reformação do estádio em setembro de 2023 - inclusive, pondo um cartaz na frente do estádio, informando que haveria reformas -, mas a mesma foi impossibilitada por uma possível falência da empresa responsável pelo serviço.